# Церква Святого Людгера (Нордгорн)
Це́рква Свято́го Лю́дгера в Нордгорні (нім. Alte Kirche am Markt) — це головна та найбільша протестантська церква Нордгорна, що стоїть в його середмісті.

## Історія
Церква виросла з уже існуючої місіонерської церкви. До реформації церква належала до Мюнстерського католицького єпископства, але 1544 року в тутешньому графстві більшість жителів перейшли до протестантства, а тому церква змінила конфесію.

## Опис

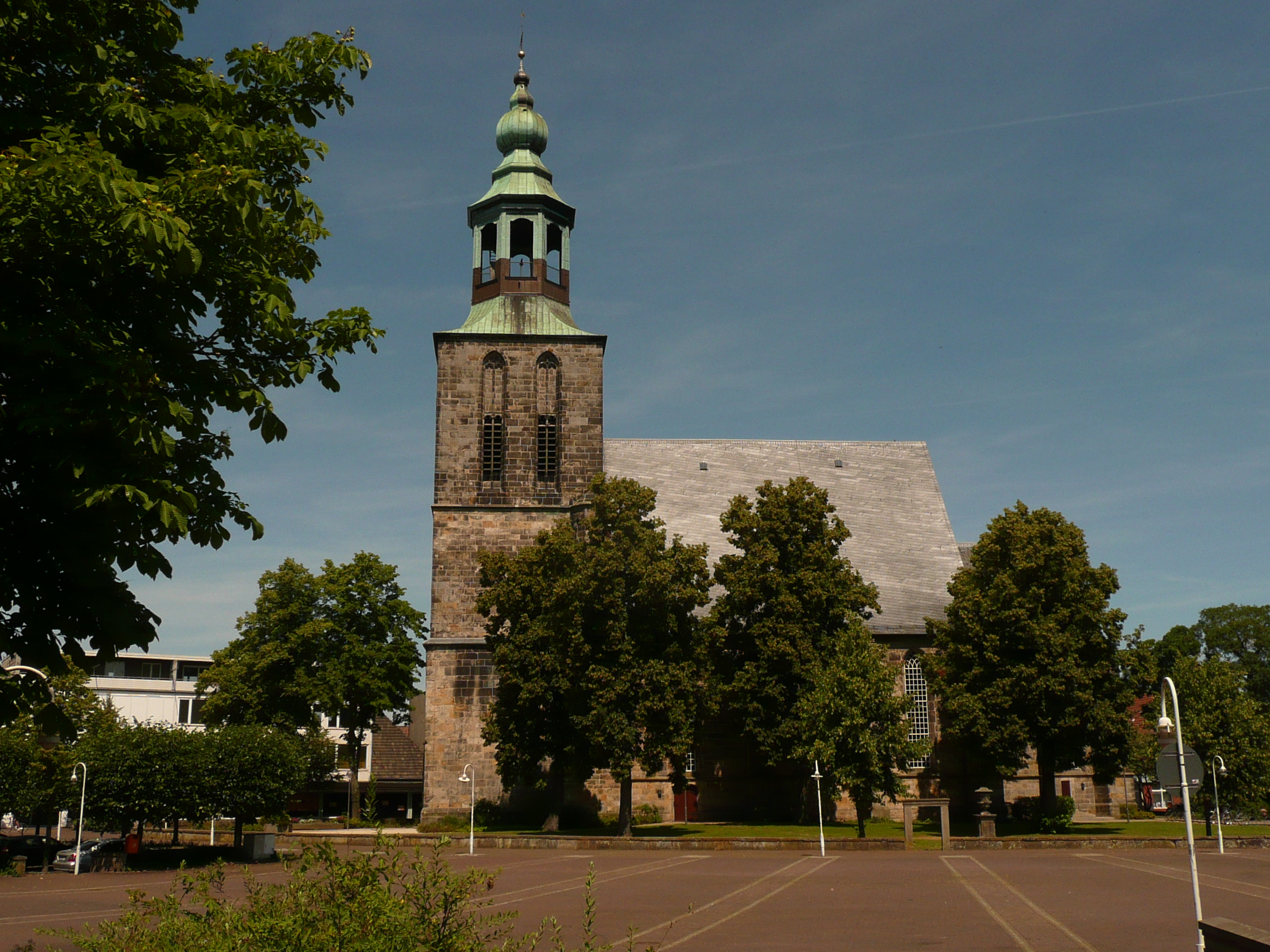
Стара церква на ринковій площі

Будівля споруджена в Пізньоготичному стилі з каменю та пісковику. Церква по-суті є зальним храмом у формі многокутника, має травею, хор, ризницю. Церква оздоблена розписом не тему тайної вечері. Будівля має дві вежі, на одну з них можна піднятися на висоту 70 метрів.